# Liste in Kolumbien vorhandener Dampflokomotiven
Dies ist eine Liste erhaltener Dampflokomotiven auf dem Gebiet von Kolumbien.

## Lokomotiven mit 56.5″
| Foto | Nummer oder Name                       | Bauart / Achsfolge | Hersteller               | Fabrik-nr. | Baujahr | Historie | Eigentümer / Betreiber / Strecke | Bemerkungen |
| ---- | -------------------------------------- | ------------------ | ------------------------ | ---------- | ------- | -------- | -------------------------------- | ----------- |
|      | FC Cúcuta (Ferrocarril Tachira) No. 13 | B2 (B2’)           | Baldwin Locomotive Works | 60566      | 1928    |          | Cucuta Railway Station           | [ 1 ]       |
|      | FNC (FC Norte) No. 8                   | 2’D                | Haine St. Pierre         | 1522       | 1926    |          | Flandres Depot                   | [ 2 ]       |

## Lokomotiven mit 36″
| Foto | Nummer oder Name                                          | Bauart / Achsfolge | Hersteller                    | Fabrik-nr. | Baujahr | Historie | Eigentümer / Betreiber / Strecke            | Bemerkungen |
| ---- | --------------------------------------------------------- | ------------------ | ----------------------------- | ---------- | ------- | -------- | ------------------------------------------- | ----------- |
|      | FC Centrales (Tranvia de Oriente) No. 5C (1)              | C                  | BMAG - Schwartzkopff (Berlin) | 8500       | 1924    |          | Barbosa Railway Station                     | [ 3 ]       |
|      | FC Ambalema-Ibague No. 2                                  | 1’B1’              | Baldwin Locomotive Works      | 59969      | 1927    |          | Manizales Railway Station                   | [ 4 ]       |
|      | FC1 Pacifico No. 66 (87)                                  | 2’D                | Baldwin Locomotive Works      | 60535      | 1928    |          | Bicentenario Somon Parque                   | [ 5 ]       |
|      | FNC (FC Pacifico) No. 70 (93)                             | 2’D1’              | Baldwin Locomotive Works      | 70892      | 1944    |          | Avienda Bolivar north circle                | [ 6 ]       |
|      | FNC (FC Pacifico) No. 27 (46)                             | 2’D                | Haine St. Pierre              | 1554       | 1926    |          | Barrancabermeja Railway Station             | [ 7 ]       |
|      | FNC (Dorada Railway) No. 4 (9) 'Columbia' ('Dona Helena') | C                  | Hudswell Clarke & Co.         | 732        | 1904    |          | Barranquila Locomotive Square               | [ 8 ]       |
|      | FNC (FC Antioquia) No. (73) 85                            | 1’D1’              | Baldwin Locomotive Works      | 73057      | 1947    |          | Estación de la Sabana                       | [ 9 ]       |
|      | FC Centrales (FC Cundinamarca) No. 62 (226)               | 1’D1’              | Tubize                        | 2399       | 1951    |          | Instituto Pedagogico Nacional, Usaquen      | [ 10 ]      |
|      | FNC (FC Pacifico) No. 109 (94)                            | 2’D1’              | Baldwin Locomotive Works      | 78093      | 1945    |          | Estación de la Sabana                       | [ 11 ]      |
|      | FNC (FC Giradot) No. 114 (62)                             | 2’D1’              | Baldwin Locomotive Works      | 71973      | 1945    |          | Estación de la Sabana                       | [ 12 ]      |
|      | FNC (FC Antioquia) No. 44                                 | 1’D1’              | Baldwin Locomotive Works      | 60008      | 1927    |          | Estación de la Sabana                       | [ 13 ]      |
|      | FNC (FC Antioquia) No. 48                                 | 1’D1’              | Baldwin Locomotive Works      | 60570      | 1928    |          | Estación de la Sabana                       | [ 14 ]      |
|      | FNC (FC Antioquia) No. 72                                 | 1’D1’              | Baldwin Locomotive Works      | 73056      | 1947    |          | Estación de la Sabana                       | [ 15 ]      |
|      | FNC (FC Antioquia) No. 75                                 | 1’D1’              | Baldwin Locomotive Works      | 73059      | 1947    |          | Estación de la Sabana                       | [ 16 ]      |
|      | FNC (FC Ambalema-Ibague) No. 76 (10)                      | 2’D                | Baldwin Locomotive Works      | 73095      | 1947    |          | Estación de la Sabana                       | [ 17 ]      |
|      | FNC (FC Antioquia) No. 85                                 | 1’D1’              | Baldwin Locomotive Works      | 73069      | 1947    |          | Estación de la Sabana                       |             |
|      | FNC (FC Norte) No. 8 (3)                                  | 1’C                | Baldwin Locomotive Works      | 54816      | 1921    |          | Estación de la Sabana                       | [ 18 ]      |
|      | FC Sabana No. 1                                           | C                  | H.K. Porter                   | 319        | 1878    |          | Railway Pensioners Club                     | [ 19 ]      |
|      | FC Antioquia No. 62                                       | 1’D1’              | Baldwin Locomotive Works      | 71587      | 1945    |          | Parque de los Ninos y las Ninas             | [ 20 ]      |
|      | Tropical Oil Co. No. 4                                    | 1’C1’              | Baldwin Locomotive Works      | 58844      | 1926    |          | Parque Cafe Madrid                          | [ 21 ]      |
|      | FC Pacifico No. 78                                        | 1’D1’              | BMAG - Schwartzkopff (Berlin) | 9370       | 1928    |          | Phoenix Air Museum                          | [ 22 ]      |
|      | FNC (FC Pacifico) No. 52 (65)                             | 2’D                | Baldwin Locomotive Works      | 60271      | 1928    |          | Museo del Transporte/Aereo Fenix            | [ 23 ]      |
|      | FNC (FC Cundinamarca) No. 64 (28)                         | 1’D1’              | Tubize                        | 2398       | 1948    |          | Chipichape Mall (Food Hall)                 | [ 24 ]      |
|      | FC Cauca No. 1                                            | B1                 | Fowler                        | 3815       | 1879    |          | Cali Railway Station                        | [ 25 ]      |
|      | FC Caldas No. 10                                          | 2’D                | BMAG - Schwartzkopff (Berlin) | 7624       | 1910    |          | Parque del Avion                            | [ 26 ]      |
|      | FC Pacifico No. 64 (84)                                   | 2’D                | Baldwin Locomotive Works      | 60512      | 1925    |          | Phoenix Air Museum                          | [ 27 ]      |
|      | FNC (FC Norte) No. 124 (71)                               | 2’D1’              | H.K. Porter                   | 8131       | 1948    |          | Palacio de la Cultura Romulo Rozo           | [ 28 ]      |
|      | FNC (FC Antioquia) No. 45                                 | 1’D                | Alco                          | 3597       | 1927    |          | Municipal Park, Cisneros                    | [ 29 ]      |
|      | FNC (FC Norte) No. 125 (72)                               | 2’D1’              | H.K. Porter                   | 8132       | 1948    |          | Facatativa Works                            | [ 30 ]      |
|      | FNC (FC Pacifico) No. 82 (105)                            | 2’D1’              | Baldwin Locomotive Works      | 73354      | 1947    |          | Facatativa Works                            | [ 31 ]      |
|      | FCC No. 5                                                 | B                  | ?                             |            |         |          | Facatativa Works                            | [ 32 ]      |
|      | FNC (FC Giradot) No. 89 (29)                              | B                  | Skoda                         | 455        | 1928    |          | Girardot Railway Station                    | [ 33 ]      |
|      | FNC (FC Central del Tolima) No. 33 (17)                   | 1’C1’              | Skoda                         | 482        | 1928    |          | Ibague Transport Terminal                   | [ 34 ]      |
|      | FC Centrales (Dorada Railway) No. 70 (14)                 | 2’D                | Hawthorn Leslie & Co.         | 3712       | 1928    |          | La Dorada Park                              | [ 35 ]      |
|      | FC Caldas No. 1                                           | 1’B1’              | Baldwin Locomotive Works      | 42964      | 1916    |          | Manizales Railway Station                   | [ 36 ]      |
|      | FNC (FC Antioquia) No. 47                                 | 1’D1’              | Baldwin Locomotive Works      | 60569      | 1928    |          | Old Bello Works                             | [ 37 ]      |
|      | FCA (Dorada Railway) No. 2 (1)                            | B                  | H.K. Porter                   | 451        | 1881    |          | Plaza La Libertad, Cisneros                 | [ 38 ]      |
|      | FNC (FC Caldas) No. 25 (3)                                | 2’D                | Haine St. Pierre              | 1556       | 1927    |          | Museo Historia del Ferrocarril de Antioquia | [ 39 ]      |
|      | FNC (FC Antioquia) No. 56 'Juan De Dios Vasquez'          | 1’D1’              | Baldwin Locomotive Works      | 62263      | 1939    |          | Bello Metro Station                         | [ 40 ]      |
|      | FNC (FC Norte) No. 9 (1a)                                 | 1’C1’              | Haine St. Pierre              | 1595       | 1928    |          | Parque del Café                             | [ 41 ]      |
|      | FC Giradot No. 128 (72)                                   | 2’D1’              | H.K. Porter                   | 8137       | 1948    |          | Neiva Railway Station                       | [ 42 ]      |
|      | FC Pacifico No. 90                                        | 2’D                | Tubize                        | 2407       | 1951    |          | Traffic Triangle Salida a Armenia           | [ 43 ]      |
|      | FNC (Ferrocarril del Norte) No. 16 (42)                   | 1’C1’              | BMAG - Schwartzkopff (Berlin) | 9547       | 1929    |          | Puente Nacional Railway Station             | [ 44 ]      |
|      | Ferrocarril de Antioquia (FC Amaga) No. 50 (10)           | 1’D1’              | Baldwin Locomotive Works      | 59266      | 1926    |          | Puerto Berrio Central Park                  | [ 45 ]      |
|      | FC Antioquia No. 13                                       | B                  | Baldwin Locomotive Works      | 27133      | 1905    |          | Hacienda Napoles Theme Park                 | [ 46 ]      |
|      | FC Pacifico (FC de Caldas) No. 96 (13)                    | 1’D1’              | BMAG - Schwartzkopff (Berlin) | 8819       | 1926    |          | Puerto Triunfo Central Park                 | [ 47 ]      |
|      | FC Norte No. 44 (21)                                      | 2’D                | Tubize                        | 2416       | 1951    |          | Parque Aquiles Noguera Ramirez              | [ 48 ]      |
|      | FC Pacifico No. 57 (70)                                   | 2’D                | Baldwin Locomotive Works      | 60288      | 1927    |          | Private site in Tulua                       | [ 49 ]      |